# Ipotești (Olt)
Ipoteşti è un comune della Romania di 1 508 abitanti, ubicato nel distretto di Olt, nella regione storica della Muntenia.
Ipoteşti è divenuto comune autonomo nel 2004, staccandosi dal comune di Milcov.